# Trichius zonatus
Trichius zonatus är en skalbaggsart som beskrevs av Ernst Friedrich Germar 1794. Trichius zonatus ingår i släktet Trichius, och familjen bladhorningar. Arten har ej påträffats i Sverige.

## Bildgalleri

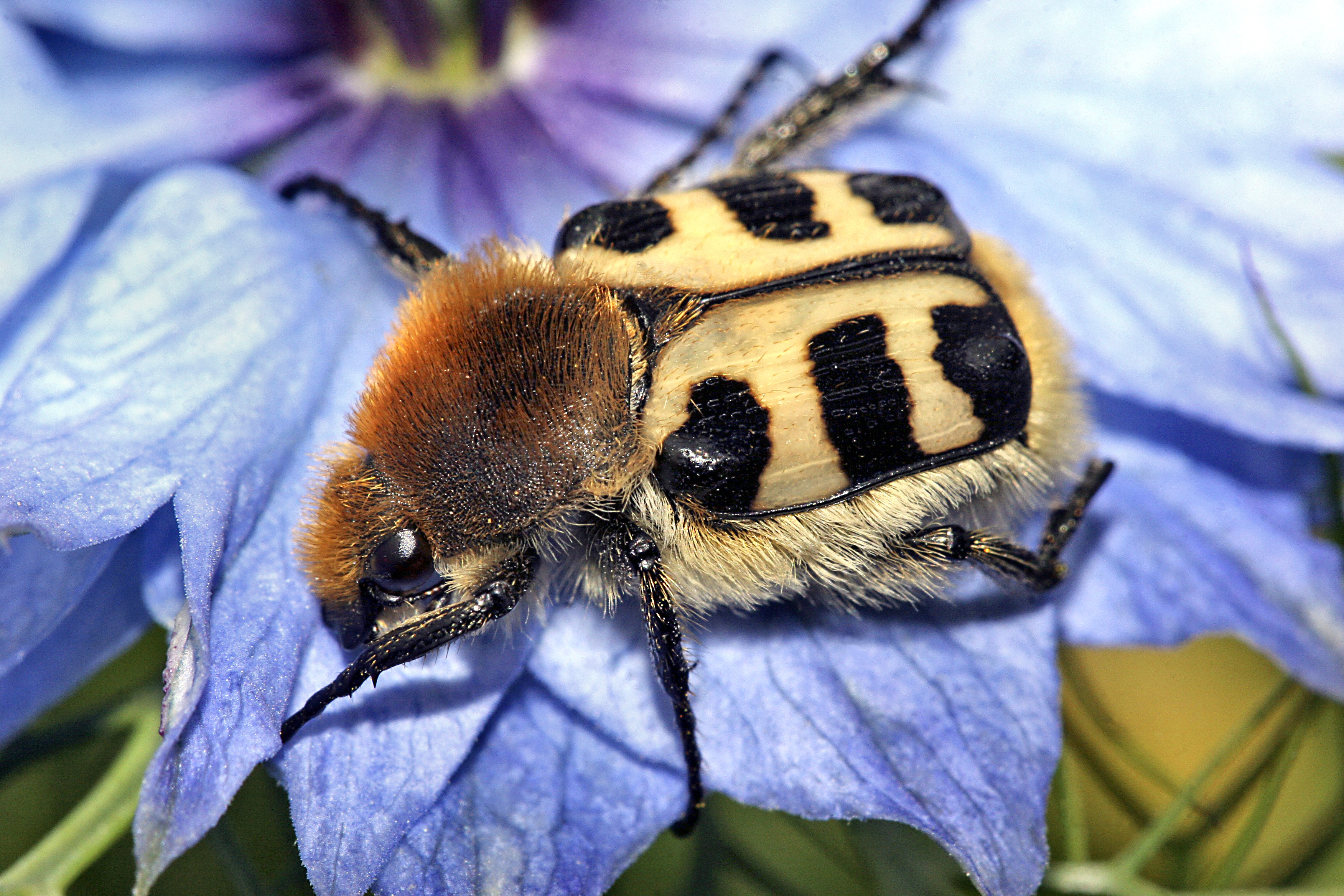
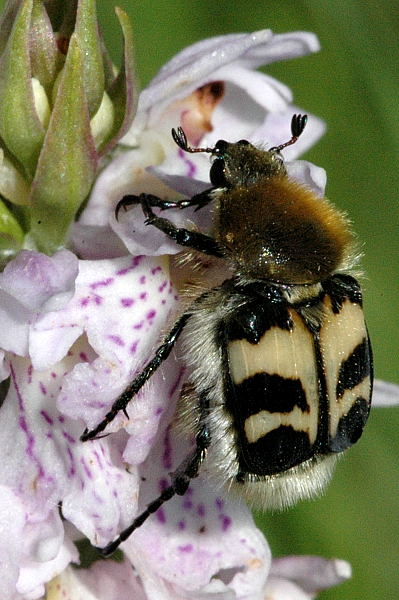
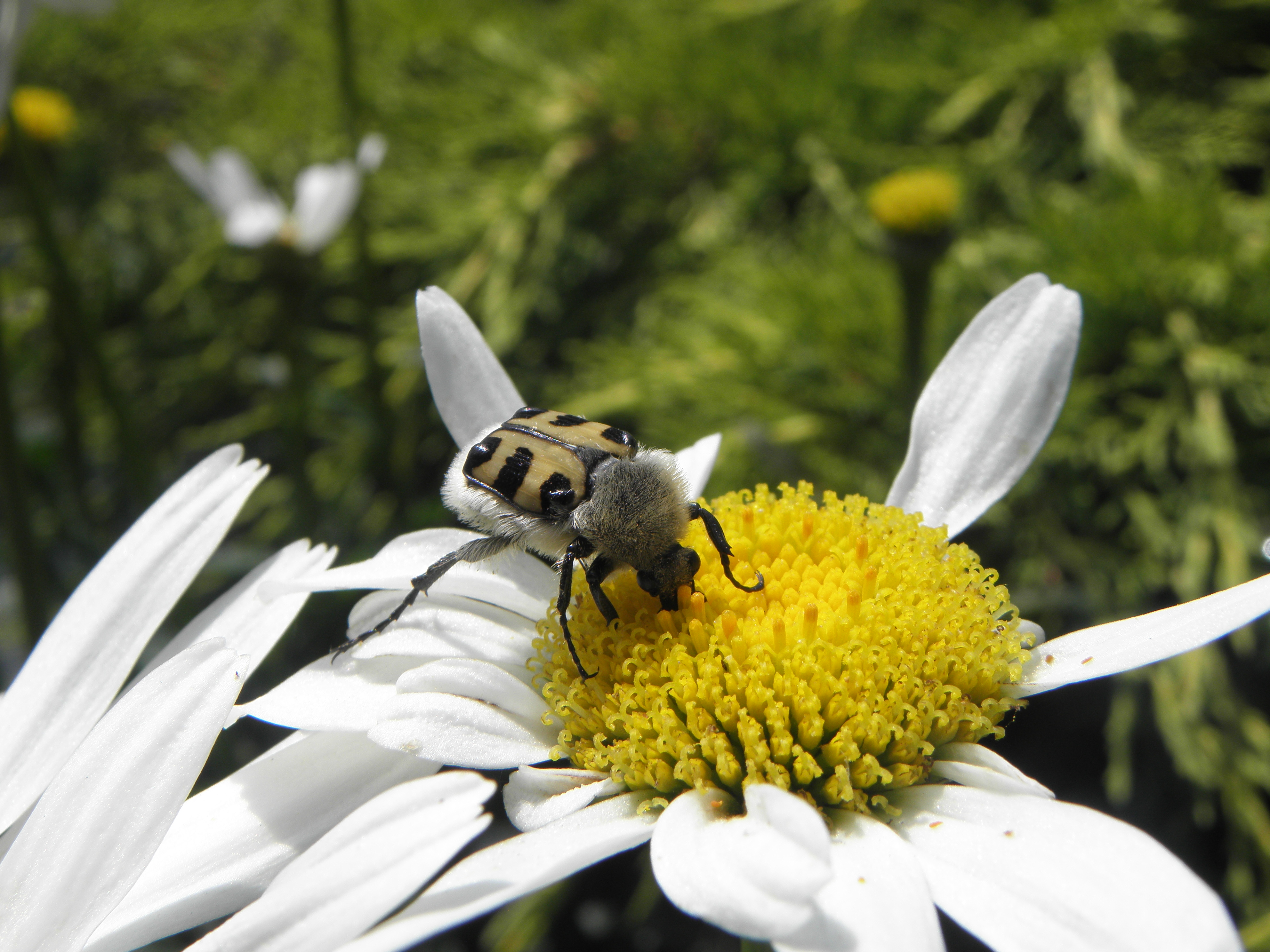
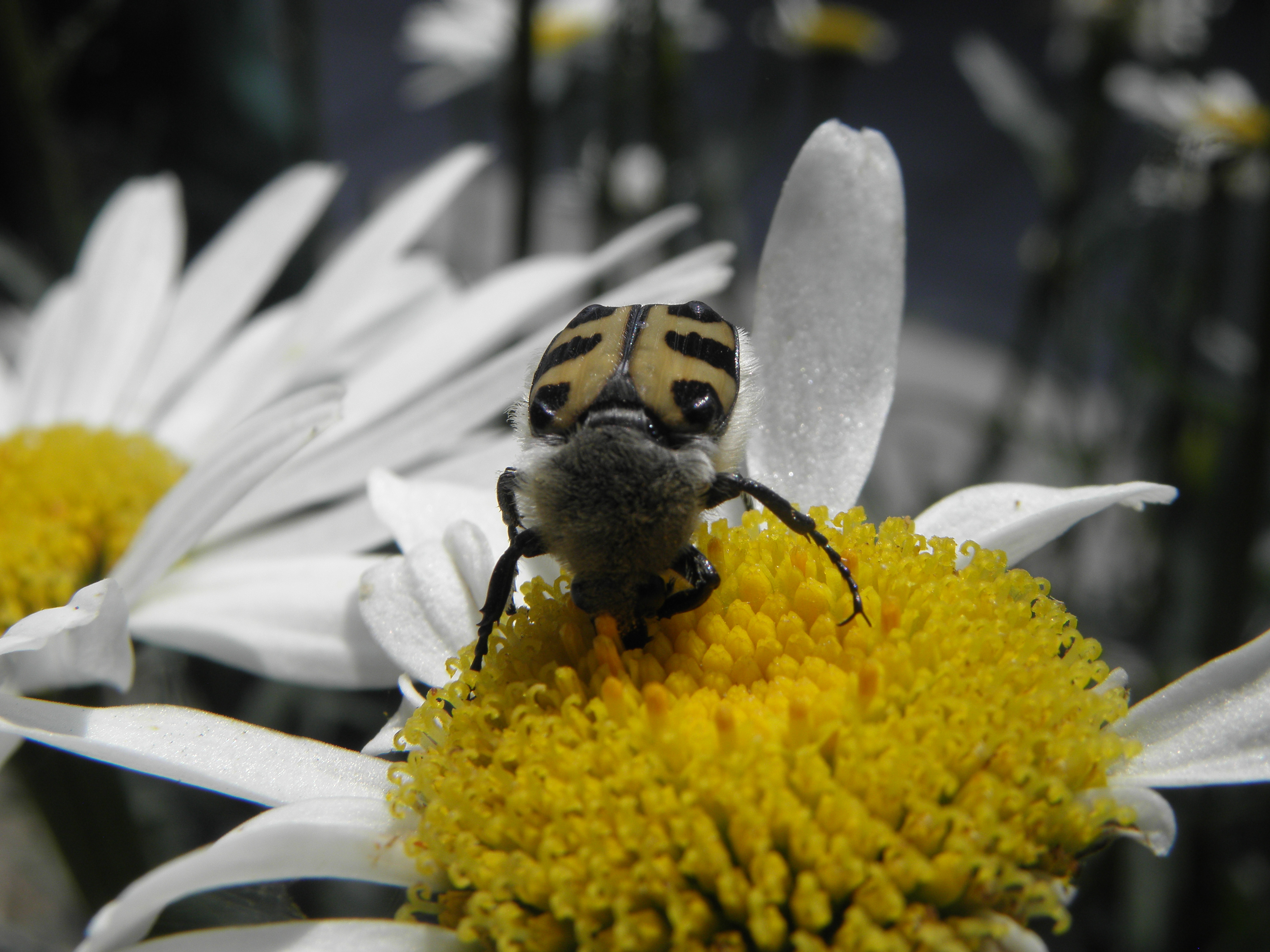
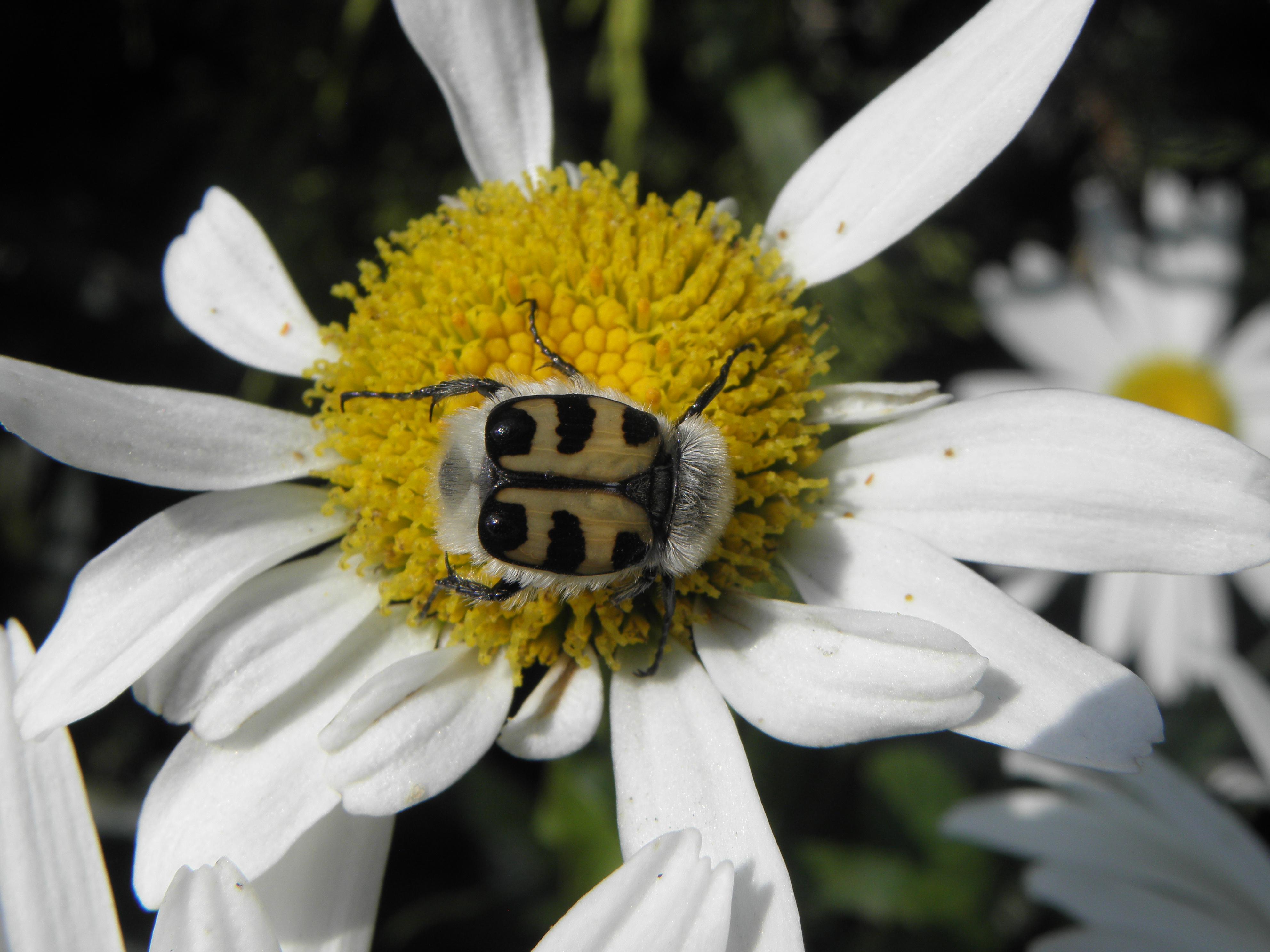
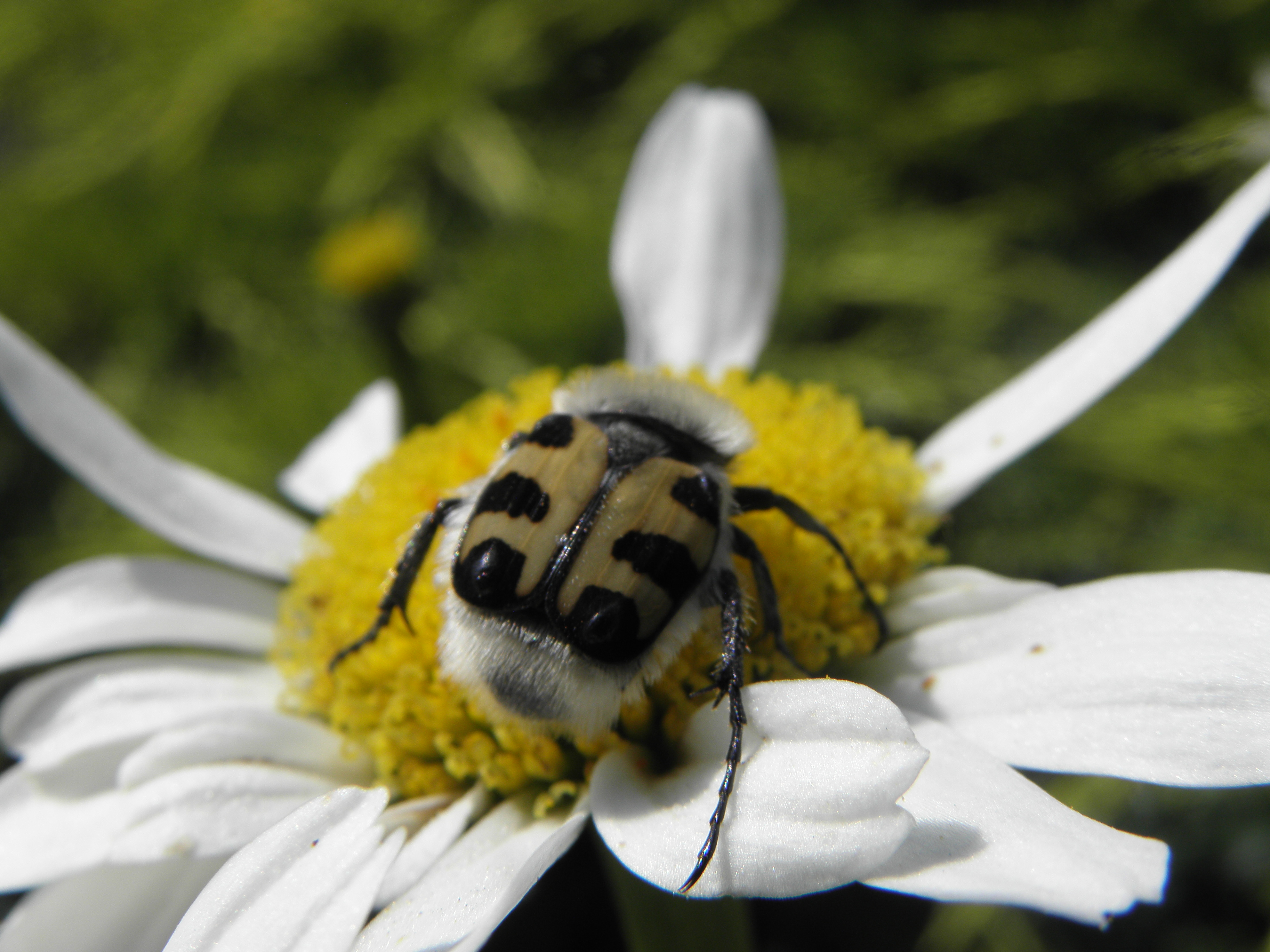